# Amende forfaitaire délictuelle
L'amende forfaitaire délictuelle (AFD) est, en France, une sanction pénale alternative aux poursuites judiciaires ayant pour but de punir des petits délits. Créée en 2016 pour forfaitiser certains délits routiers, son application s'étend à l'usage de stupéfiants en septembre 2020, et son champ d'application s'étend à partir de 2022. Le dispositif suscite débats et critiques.

## Principe
L'amende forfaitaire délictuelle (AFD) est une sanction pénale alternative aux poursuites judiciaires, imposée par les forces de l'ordre. Elle consiste à condamner sans procès au tribunal correctionnel les petits délits et elle est inscrite sur le casier judiciaire. La condamnation à cette amende doit respecter certaines conditions : l’individu doit être majeur et avoir été pris en flagrant délit,.
Les objectifs de la mise en place de l'AFD sont de décharger les forces de l'ordre de longues procédures qui n'aboutissent que très rarement, et notamment de sanctionner plus lourdement l'emploi ou la détention de stupéfiants. L'amende vaut condamnation et inscription au casier judiciaire de l'individu.

## Histoire
Créée par la loi n° 2016-1547 du 18 novembre 2016 dite de modernisation de la justice, l'amende forfaitaire délictuelle concerne d'abord des délits routiers tels la circulation sans assurance ou sans permis. Elle est étendue après expérimentation à la lutte contre l'usage de stupéfiants, et généralisée à l'ensemble du territoire national en septembre 2020.
En 2022, le projet de loi d'orientation et de programmation du ministère de l'Intérieur, dit « Lopmi », prévoit l'extension du champ de l'amende forfaitaire délictuelle,. Le Président de la République et le ministre de l'Intérieur souhaitaient étendre le champ de l'amende forfaitaire délictuelle à près de 3400 délits : cependant le Parlement, suivant l'avis du Conseil d'État, fixe en 2022 une liste limitative de délits après débat en commission mixte paritaire.

## Critiques
L'amende forfaitaire délictuelle est critiquée par des acteurs différents, pour des motifs divers.
La présidente du Syndicat de la magistrature Katia Dubreuil indique en 2020 que l'amende ne permet pas l'individualisation de la peine. Avec la ligue des droits de l'homme, le syndicat estime que la procédure ne respecte pas plusieurs principes fondamentaux du droit, dont le contradictoire, la publicité des débats, ou la possibilité de bénéficier d'une aide juridictionnelle.
La défenseure des droits, Claire Hédon, indique en décembre 2022 qu'elle trouve souhaitable une évaluation plus poussée du dispositif avant son extension. En 2023, Claire Hédon demande à titre principal la suppression de l'AFD et à titre subsidiaire propose des améliorations de la procédure. Elle déclare dans la décision cadre du 30 mai 2023 que la mise en place de l'AFD : 
- compromet le respect des droits des usagers, notamment le droit de recours effectifs.
- comporte un risque d'arbitraire et de disparités de traitement qui va à l'encontre du principe d'égalité des citoyens devant la loi.
- génère des inégalités face à la réception du courrier, en particulier pour les personnes sans abris. En effet, il n'y a pas d'accusé de réception et la date d'envoi est celle retenue pour le délai du paiement de l'amende.
- risque d'erreurs sur la qualification des faits[9],[10].

La commission nationale consultative des droits de l'homme (CNCDH) critique également le dispositif.
Plusieurs acteurs du monde de la santé et de l'addiction estiment que l'amende forfaitaire, en matière de stupéfiants, signifie une « systématisation de la réponse pénale à l’usage de stupéfiants » (pour l’Observatoire français des drogues et des toxicomanies) au détriment de la prévention (pour l’Association nationale de prévention en alcoologie et addictologie).
Dans une publication de 2022, Aline Daillère constate une multiplication des amendes visant des hommes jeunes ou des adolescents à partir de 2016-2017. Pour certains d'entre eux les amendes s'accumulent et nuisent fortement à leurs perspectives économiques. Du fait de la latitude qui est donnée aux forces de l'ordre pour verbaliser et de la facilité de verbaliser des personnes déjà connues des services de police via l'Agence nationale de traitement automatisé des infractions, plusieurs personnes se plaignent d'amendes sous des prétextes mensongers et sans avoir rencontré l'agent verbalisateur. Les amendes sont en pratique très difficilement contestables. Trois policiers ont été condamnés en 2025 pour avoir établi de fausses amendes forfaitaires délictuelles.
Un ouvrage rédigé par Aymeric Chibrac, paru le 24 juillet 2025 aux Éditions L'Harmattan, traite des enjeux de l'amende forfaitaire délictuelle. Reconnaissant l'utilité de cette procédure, l'auteur met toutefois en lumière les difficultés pratiques rencontrées par son utilisation, et en propose des modifications.   